# Christian-Joseph Guyonvarc'h
Pour les articles homonymes, voir Guyonvarc'h.
Christian-Joseph Guyonvarc'h, né le 18 octobre 1926 à Auray et mort le 9 janvier 2012 à Brest, est un mythographe et linguiste français, professeur de gaulois et de vieil irlandais, spécialiste du monde celtique antique. Il était l'époux de Françoise Le Roux, morte en 2004.

## Études celtiques
Spécialiste du monde celtique et du druidisme, Christian-Joseph Guyonvarc'h était philologue et linguiste, expert des langues celtiques antiques. Pendant 50 ans, avec sa femme, ils vont réaliser conjointement une œuvre scientifique qui va révolutionner la compréhension du monde celtique. L'idée directrice de leurs travaux fut d'appréhender le monde celtique dans le cadre indo-européen et lui appliquer le schéma trifonctionnel, tel qu'il avait été mis en lumière par Georges Dumézil. Il était spécialisé depuis très longtemps dans l'étude des textes irlandais médiévaux. En 1988, Bernard Sergent le décrit avec son épouse Françoise Le Roux comme « les meilleurs connaisseurs français contemporains de la religion celtique, des langues et littératures celtiques »
Seul, ou avec sa femme, il écrit une vingtaine d'ouvrages et environ 300 articles, édités dans des publications spécialisées. Ils avaient repris des mains de celtomanes la revue Ogam Celticum, basée à Rennes, qui devint une maison d'édition. Ce fut un formidable outil pour la diffusion des études celtiques. En 1986, ils publient aux éditions Ouest-France une édition augmentée de Les Druides, qui va contribuer à la diffusion de leurs travaux, et connaître plusieurs rééditions, ainsi que d’autres titres (voir publications).
La rigueur scientifique de ses travaux avec sa femme est reconnue au niveau international. L'étude des textes, leur analyse comparative dans le contexte indo-européen et la comparaison avec les travaux d'autres chercheurs ont contribué à clarifier et enrichir notre connaissance de la civilisation celtique et sa compréhension,,.
De 1979 à 1981, il appartient au comité de patronage de Nouvelle École.
Christian-J. Guyonvarc'h a collaboré à l’Encyclopædia Universalis.

## Membre du Bezen Perrot
Comme l'attestent plusieurs dépositions qu'il a faites à la Libération (en novembre 1944, juin 1945 et juillet 1945), Christian-Joseph Guyonvarc'h fut membre du Bezen Perrot. Il avait 18 ans. Cette participation lui valut une condamnation à 10 ans de travaux forcés mais il bénéficia de circonstances atténuantes lors du procès en raison de sa coopération avec les services de police et fut libéré en février 1946.

## Œuvres
- Les Druides, avec la coll. de Françoise Le Roux, Ouest-France Université, coll. « De mémoire d’homme : l’histoire », Rennes, 1986  (ISBN 2-85882-920-9)
- La Civilisation celtique, avec la coll. de Françoise Le Roux, Ouest-France Université, coll. « De mémoire d’homme : l’histoire », Rennes, 1990  (ISBN 2-7373-0297-8)
- La Société celtique, avec la coll. de Françoise Le Roux, Ouest-France Université, coll. « De mémoire d’homme : l’histoire », Rennes, 1991,  (ISBN 2-7373-0902-6)
- La razzia des vaches de Cooley (traduction du Táin Bó Cúailnge), Editions Gallimard, 1994,  (ISBN 2070738981)
- Les Fêtes celtiques, avec la coll. de Françoise Le Roux, Ouest-France Université, coll. « De mémoire d’homme : l’histoire », Rennes, 1995  (ISBN 978-2-7373-1198-7)
- La légende de la ville d'Is, avec Françoise Le Roux, Ouest-France Université, coll. « De mémoire d'homme : l'histoire », Rennes, 2000  (ISBN 2-7373-1413-5) (compte-rendu très critique dans la revue de linguistique Hor Yezh 223 (2000).
- Magie, médecine et divination chez les Celtes, Bibliothèque scientifique Payot, Paris, 1997  (ISBN 2-228-89112-6) (épuisé et introuvable)
- Le Dialogue des deux Sages, Bibliothèque scientifique Payot, Paris, 1999,  (ISBN 2-228-89214-9)
- Textes Mythologiques Irlandais, Rennes, Ogam-Celticum, n° 11/1 & 2, 1978
- Aux origines du breton : Le glossaire vannetais du Chevalier Arnold von Harff, voyageur allemand du XVe siècle, Ogam-Celticum, 1984,  (ISBN 2902761031), étude réalisée par Christian J. Guyonvarc'h
  - Glossaire breton collecté à Nantes en 1499 auprès d'un locuteur vraisemblablement originaire de la presqu'île de Guérande ; l'étude réalisée par Guyonvarc'h, tenant compte de la transcription utilisée par ce noble rhénan, montre la proximité des formes avec le breton de Batz-sur-Mer en Loire-Atlantique, aujourd'hui disparu, mais étudié dans l'Atlas Linguistique de la Basse-Bretagne de Pierre Le Roux réalisé au début du XXe siècle (point d'enquête 90). Il démontre aussi le développement précoce de la palatalisation, même si elle était moins systématique qu'actuellement, si particulière au breton du Vannetais et de ses marges.
  - Compte-rendu très critique du professeur Klaus Siewert qui lui reproche entre autres ne n'avoir utilisé qu'un seul des manuscrits alors qu'il en existe plusieurs (Zeitschrift für celtische Philologie 44 (1991), p. 239-272).
- Le Catholicon, reproduction de l'édition de Jehan Calvez détenu par la ville de Rennes (5 novembre 1499), éditions Ogam, Rennes, 1975, réédité par les éditions Armeline, Brest, 2005
- Dictionnaire étymologique du Breton ancien, moyen et moderne, Rennes, 1973-1975. Paru en 6 livrets, ce dictionnaire avorté ne couvre que la lettre A jusqu'au mot amleal.
- Le Sacrifice dans la tradition celtique, éditions Armeline, Brest, 2005,  (ISBN 2-910878-31-7)

## Prix
- Prix Amic 1980 de l'Académie française[11].